# Ꝫ
Cette page contient des caractères spéciaux ou non latins. S’ils s’affichent mal (▯, ?, etc.), consultez la page d’aide Unicode.
Ne doit pas être avec les lettres latines epsilon réfléchi ‹ Ɜ ɜ ›, epsilon culbuté ‹ ᴈ ›, ej ‹ Ʒ ʒ › et yogh ‹ Ȝ ȝ ›, les lettres cyrilliques dzé abkhaze ‹ Ӡ ӡ › et zé ‹ З з ›, ou le chiffre 3.
Et (capitale Ꝫ, minuscule ꝫ, prononcé comme le mot latin et [et]), est une lettre additionnelle de l’alphabet latin utilisée comme abréviation dans l’écriture du latin et du vieux norrois au Moyen Âge.

## Utilisation

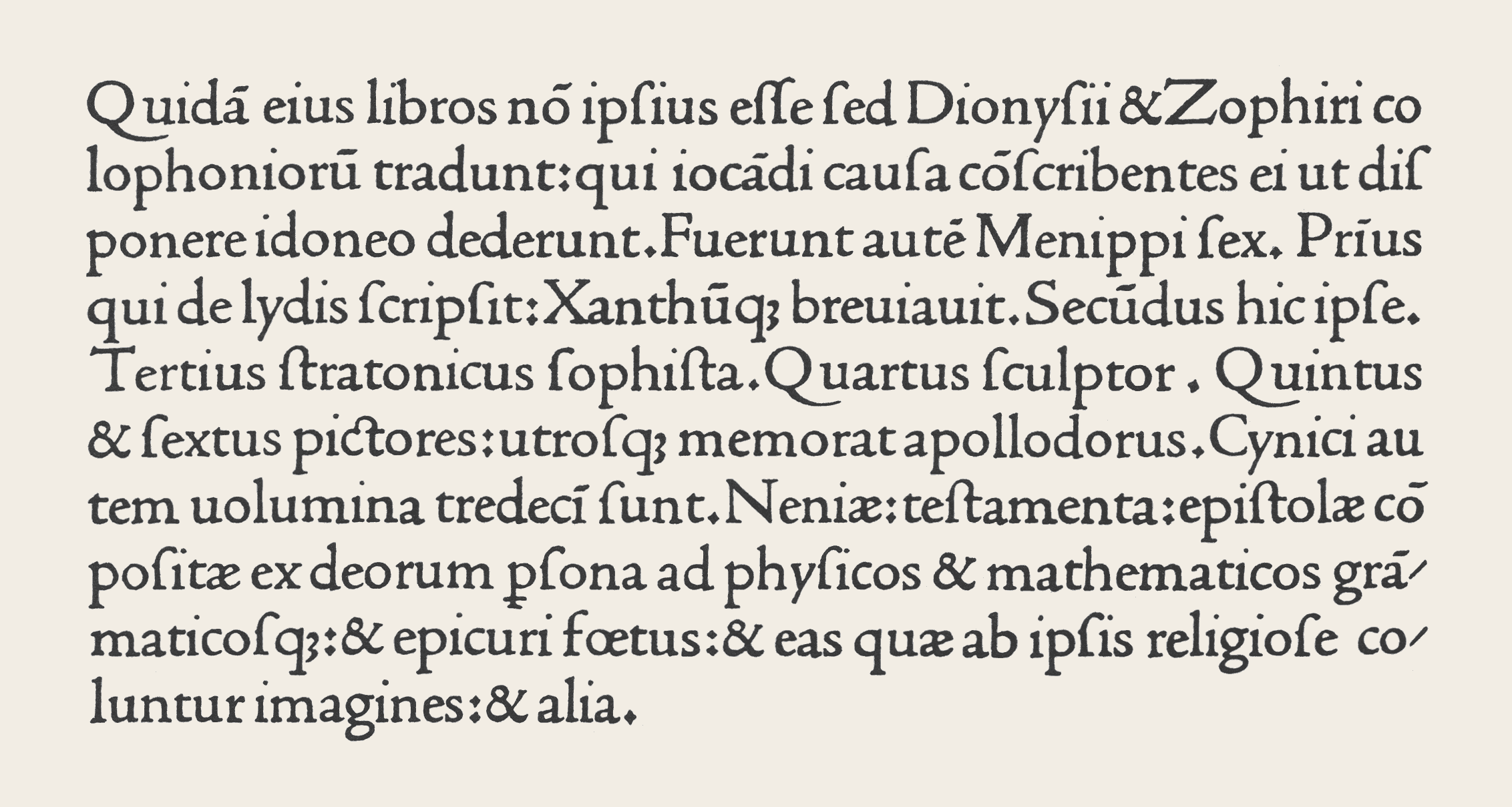
Texte de Laertius, 1475, avec la lettre et dans l’abréviation ‹ qꝫ › (lignes 4, 6 et 9).

L’abréviation et a initialement la forme d’un point-virgule ‹ ; ›, comme simplification de et  en fin de mot ou la forme d’un point-virgule renversé ‹ ⁏ › comme simplication de ue en fin de mot ; le e est simplifé en point, le t en virgule et le u en virgule renversée. La deuxième abréviation prend ensuite, elle aussi, la forme du point-virgule. En écriture rapide, le point-virgule est écrit sans lever la plume et prend sa forme ressemblant à un z gothique, un 3 ou un ʒ. En anglais, cette forme se retrouve dans l’abréviation de l’once ‹ ℥ › et celle du drachme ‹ ʒ ›, et est confondue avec un z et se retrouve encore comme cela dans les abréviations anglaises oz. pour ounce (« once ») ou viz. pour le latin videlicet (« c’est-à-dire »).
Le ‹ ꝫ › est aussi utilisé comme simplification de est, dérivant plutôt de ‹ ÷ › plutôt que de ‹ ; ›,.

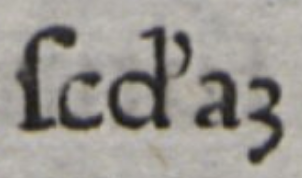
Et dans ‹ ſcđaꝫ ›, l’abréviation de secundam, dans Bartolus de Saxoferrato, Super secunda parte Codicis, 1471, 68v.
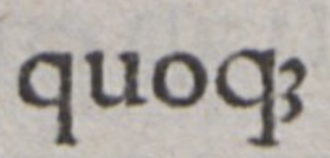
Et dans ‹ quoqꝫ ›, l’abréviation de quoque, dans Publius Vergilius Maro, Opera, 1475.
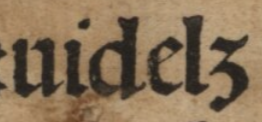
Et dans ‹ uidelꝫ ›, l’abréviation de videlicet, dans Digna mihi res visa est communi omnium utilitate c. 1481.
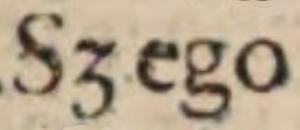
Et dans ‹ Sꝫ ego ›, dans l’abréviation de sed, dans Bartolus de Saxoferrato. In Primam ff. Novi Partem, 1585, 5v.
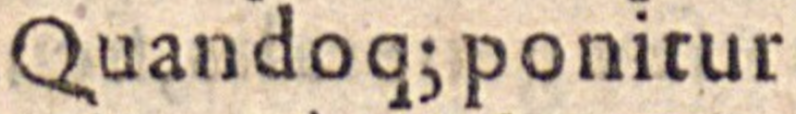
Et dans ‹ Quando qꝫ ponitur ›, dans l’abréviation de que, dans Bartolus de Saxoferrato, In I. Partem Infortiati, 1588, p. 3.
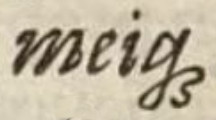
Et dans ‹ meiqꝫ ›, abréviation de ‹ meique ›, dans Cornelis Kiliaan, Etymologicum Teutonicae linguae, 1599.

La lettre et est utilisée au Moyen Âge comme abréviation du latin -et dans viꝫ pour videlicet ou habꝫ pour habet, -m dans abluͦneꝫ pour abluonem, -ue dans usqꝫ pour usque, -que dans quiꝯꝫ pour quicumque, -us dans aͥquibꝫ pour aiquibus, et -est dans potꝫ pour potest. Cette lettre est aussi utilisée en vieux norrois comme abréviation du eð médial ou final dans mꝫ pour með ou mꝫan pour meðan.

## Représentations informatiques
L’et peut être représenté avec les caractères Unicode (latin étendu B, alphabet phonétique international) suivants :
| formes    | représentations | chaînes de caractères | points de code | descriptions               |
| --------- | --------------- | --------------------- | -------------- | -------------------------- |
| capitale  | Ꝫ               | Ꝫ                     | U+A76A         | lettre majuscule latine et |
| minuscule | ꝫ               | ꝫ                     | U+A76B         | lettre minuscule latine et |